# 王金波
王金波（1972年10月25日—），男，汉族，山东省莒南县人，中国持不同政见者、民运人士、人权工作者、作家。

## 生平

### 早期教育和工作经历
1979年至1991年在山东省莒南县读小学、中学。1991年至1995年就读于华东地质学院应用化学系工业分析专业。1995年至1998年在山东临沂制药厂工作。

### 八九民运
1989年在山东莒南一中读高中，没有参加1989年学生民主运动。1989年5月19日化名给“天安门广场上绝食的大哥哥大姐姐们”写声援信并捐款10元。

### 参加中国民主党筹组
1998年9月在山东临沂参加中国民主党筹组，1999年1月-4月在浙江杭州参加中国民主党的筹组活动。

### 其他方面的早期民运和人权活动
1999年起参加一些除中国民主党筹组以外的其他方面的民运和人权活动，比如呼吁释放济南异议人士车宏年、杭州异议人士王有才和所有政治犯等。
曾多次被中国政府短暂拘捕。

### 入狱
2001年5月9日被山东省莒南县公安局以“侮辱人民警察，影响很坏”的罪名行政拘留。2001年5月24日被山东省临沂市公安局以涉嫌“煽动颠覆国家政权”的罪名刑事拘留并羁押在山东省莒南县看守所。2001年10月18日被山东省临沂市人民检察院以“煽动颠覆国家政权”的罪名提起公诉。2001年12月4日被山东省临沂市中级人民法院以“煽动颠覆国家政权”的罪名判处有期徒刑四年、剥夺政治权利二年。
2002年2月被山东省高级人民法院裁定驳回上诉、维持原判。
2002年2月21日起在山东省监狱服刑。
2005年5月23日刑满获释。
狱中多次绝食，最长一次达106天。

### 加入独立中文笔会
2007年9月加入国际笔会独立中文笔会。2013年11月-2018年4月任独立中文笔会副秘书长。2018年4月-2020年5月任独立中文笔会理事兼秘书长。

### 陪刘霞探视刘晓波
2010年7月6日、7日和刘荻等人陪同刘霞到辽宁锦州监狱探视刘晓波。

### 签署《零八宪章》
2010年7月8日签署《零八宪章》，是第22批签署人。

### 近况
2006年4月移居北京生活。常年被中国政府监控。